# 圆领袍

圓領袍（明）

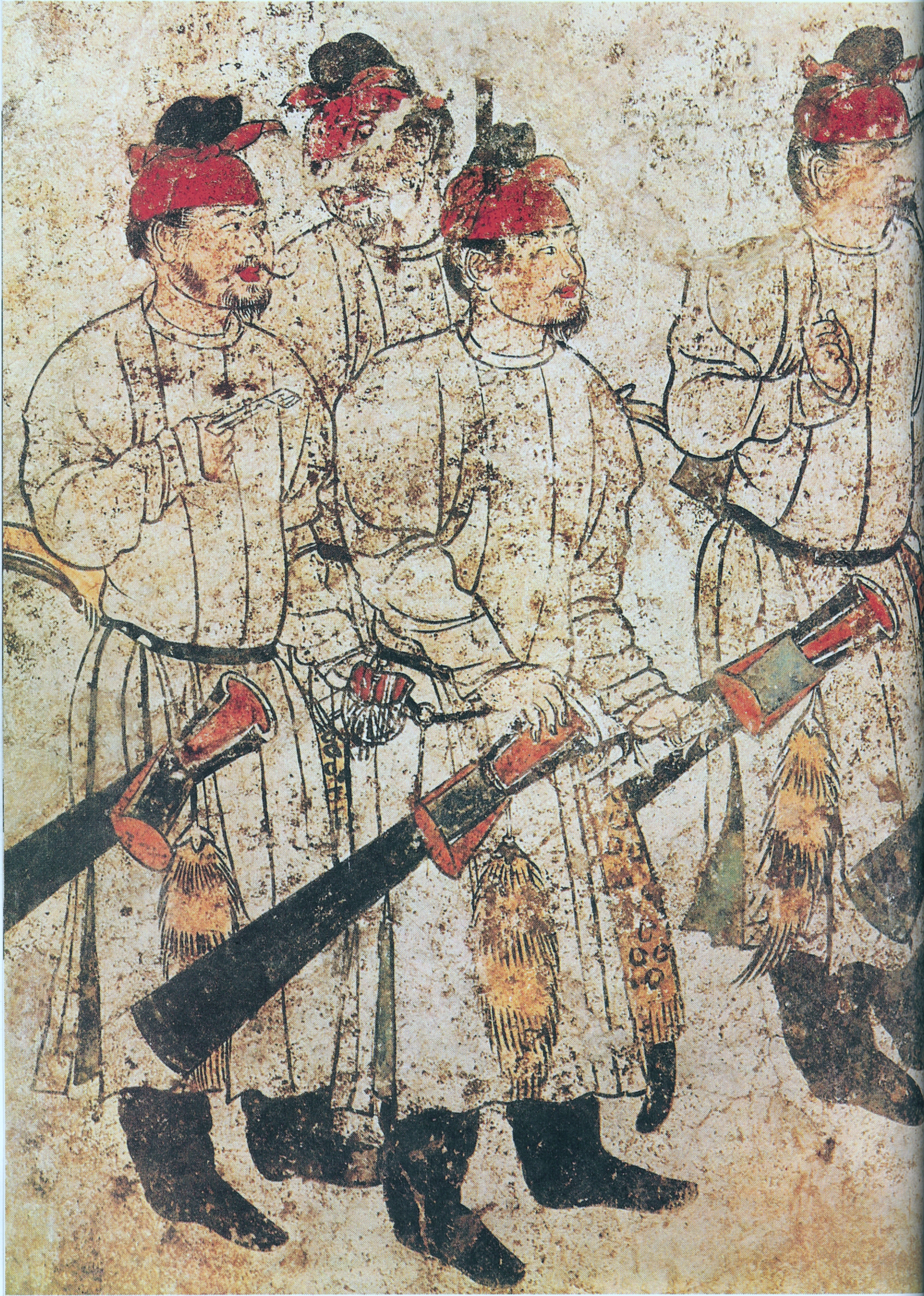
唐乾陵章怀太子墓壁画中的头戴抹额身着圆领袍的武士

圓領袍，唐朝及宋朝时称为上领、明朝则称为团领、盘领或圆领，是中国汉民族傳統服飾常見款式之一。

## 特徵
將領口挖裁成緊繞脖頸的圓形，鈕扣的結扣處在兩肩頭。這種設計是為了防止風沙從領口灌入，天氣轉熱時可解開肩頭的鈕扣，將一對“上領”外翻，便形成敞開的“翻領”散熱透汗。“圆领”也是可穿成翻領。也是在上領袍、衫上，為了騎馬的方便，而開創性地引入了可能是從波斯傳來的「開衩」。
圓領袍上加上不同圖案即可區分身份、功用等。例如圓領袍加上龍紋即成為袞龍袍，公服也是圓領袍制。琉球國官員於冊封典禮時所穿的圓領袍加上補子，即、日本公家的禮裝束帶是圓領袍制，日本天皇在公共場合穿出的朝服直衣就是襴衫的一種變體。这种圆领袍衫也是右衽的，在右肩附近用结纽繫扎。

## 歷史
学者林化煦根据汉代壁画和人偶，认为当时已有交领外衣里面穿圆领内衣的情形，自东汉以后，圆领内衣开始逐渐出现得频繁。到了南北朝后期，圆领开始大规模被作为外衣穿着，这时真正意义上的圆领袍才开始出现。
学者秦爱逊认为圓領袍最早於西魏：古書記載「為圓領對襟，小袖長袍」 ，《南史》 記西域各部落人民的著衣說：「小袖長袍，小口垮」 ，可見「小袖圓領」當為西域一些非漢民族的典型衣式。北魏時鮮卑族拓跋氏統一北方，採取了一系列漢化政策，其中包含了服装上的融合。到了中國隋唐时期，圓領袍已經在社會上廣為穿著。圓領衫由原來的“胡服”加上漢族服飾的元素結合成一款漢族服飾。當時上至帝王貴族，下到平民，皆以穿“胡服”為尚。到了清朝，隨著易服令的實施，流傳近千年的傳統意義上的圓領袍逐漸被旗裝徹底取代。
唐中书令马周上议：“《礼》无服衫之文，三代之制有深衣。请加襕、袖、褾、襈，为士人上服。开骻者名曰缺骻衫，庶人服之。”长孙无忌又议：“服袍者下加襕，绯、紫、绿皆视其品，庶人以白。”。